# Верхнекалиновский сельсовет
Верхнекали́новский се́льский сове́т — муниципальное образование в составе Камызякского района Астраханской области, Российская Федерация. Административный центр — посёлок Верхнекалиновский.

## Географическое положение
На севере граница проходит от реки Камызяк по ерику «Поперечный» до моста, поворачивает на юг и идёт вдоль грейдера Камызяк — Кировский вдоль орошаемых площадей АОЗТ «Коммунар» до насосной станции, поворачивает на юго-запад и идёт до ерика Ямана, где опускается на юг по водооградительному валу до тока, поворачивает на запад и идёт по водооградительному валу реки Калиновка до ерика Ямана. Далее опускается на юг по ерику Ямана до ерика Белужонок, поворачивает на северо-восток и идет по фарватеру с Белужонка, реки Нижнее-Калиновка до реки Камызяк. На востоке граница идет по фарватеру реки Камызяк.

## Население
| 2010  | 2012  | 2013  | 2014  | 2015  | 2016  | 2017  |
| ----- | ----- | ----- | ----- | ----- | ----- | ----- |
| 1345  | ↗1349 | ↘1346 | ↗1351 | ↘1350 | →1350 | ↘1336 |
| 2018  | 2019  | 2020  | 2021  |       |       |       |
| ↘1324 | ↘1313 | ↘1300 | ↘1252 |       |       |       |

### Национальный состав
Данные по населению посёлка Верхнекалиновский, состав населения посёлка Ямана из 5 человек неизвестен):
- русские — 882 человека
- казахи — 433 человека
- чеченцы — 14 человек
- украинцы — 5 человек
- кумыки — 5 человек
- молдаване — 4 человека
- армяне — 3 человека
- татары — 2 человека
- калмыки — 2 человека
- аварцы — 1 человек

## Состав сельского поселения
В состав сельского поселения входят 2 населённых пункта
| № | Населённый пункт  | Тип населённого пункта          | Население |
| - | ----------------- | ------------------------------- | --------- |
| 1 | Верхнекалиновский | посёлок, административный центр | ↗1351     |
| 2 | Ямана             | посёлок                         | ↘5        |

## Хозяйство
Ведущей отраслью хозяйства выступает сельское хозяйство, которое представлено 6 частными крестьянско-фермерскими хозяйствами и 3 сельскохозяйственными предприятиями. В структуре угодий наибольшую площадь занимает пустующая пашня (77,9 %), пастбища занимают 13,2 % и сенокосы — 4,3 %. Животноводство — не развито. Растениеводство — выращивание зерновых (в основном рис), овощных (в основном помидоры), картофеля и бахчи. Развито рыболовство, с 2011 года строится рыбоводческое предприятие для разведения и реализации таких видов рыб как стерлядь, белуга, осётр русский. В связи с большим количеством рыболовно-туристических баз отдыха доступ к береговой линии реки Кизань для коренного населения запрещен, что нарушает законодательство Российской Федерации (Водный кодекс РФ статья №6).
Среди учреждений социальной сферы в центре сельсовета действуют фельдшерско-акушерский пункт, средняя школа на 220 мест, детский сад «Цветик-самоцветик» на 60 мест (открытый в 2012 году), сельский дом культуры (ветхий) на 120 мест, сельская и школьная библиотеки. Действуют также 3 магазина, школьная столовая.
Транспорт в сельсовете представлен автомобильной дорогой Астрахань — Камызяк — Кировский.